# A Merca
A Merca è un comune spagnolo di 2 419 abitanti situato nella comunità autonoma della Galizia.